# Morchtchikhinskaïa (Pavlovskoïe)
Pour les articles homonymes, voir Morchtchikhinskaïa.
Morchtchikhinskaïa  (en russe : Морщихинская) est un hameau russe situé dans le raïon de Kargopol dans le sud-ouest de l'oblast d'Arkhangelsk. Il fait partie du Nord russe, et sa population s'élevait à 13 habitants en 2012. Il se trouve sur la rive sud-est du lac Latcha. 

## Géographie
Morchtchikhinskaïa est située dans le coin sud-ouest de l'oblast d'Arkhangelsk, un sujet de Russie européenne qui fait partie du district fédéral du Nord-Ouest. La localité se trouve dans le centre du raïon de Kargopol, un des vingt-deux raïons de l'oblast. Le hameau se trouve à environ 30 kilomètres au nord-ouest du chef-lieu du raïon, la ville de Kargopol. Il se trouve sur la rive sud-est du lac Latcha, proche de la frontière avec l'oblast de Vologda.
Morchtchikhinskaïa, comme tout l'oblast d'Arkhangelsk, est situé dans le fuseau horaire MSK (heure de Moscou). Le décalage horaire appliqué par rapport au temps universel coordonné est +03:00.  Jusqu'à la dissolution des municipalités du raïon en 2020, le hameau faisait partie de la municipalité « Pavlovskoïe ».

## Démographie
Recensements (*) ou estimations de la population,,:
En 2002, la population était à 100 % composée de Russes.
|       | \| 2002* \| 2010* \| 2012 \| - \| \| ----- \| ----- \| ---- \| - \| \| 22 \| 12 \| 13 \| - \| |      |   |
| 2002* | 2010*                                                                                         | 2012 | - |
| 22    | 12                                                                                            | 13   | - |

## Culture locale et patrimoine
L'église de l'Archange Michel et le clocher de l'église Saint-Nicolas (le reste a été détruit) se trouvent dans le village, classé en tant qu'objet patrimonial culturel de Russie d'importance régionale, se situe dans le village.

Le hameau en août 2019 :
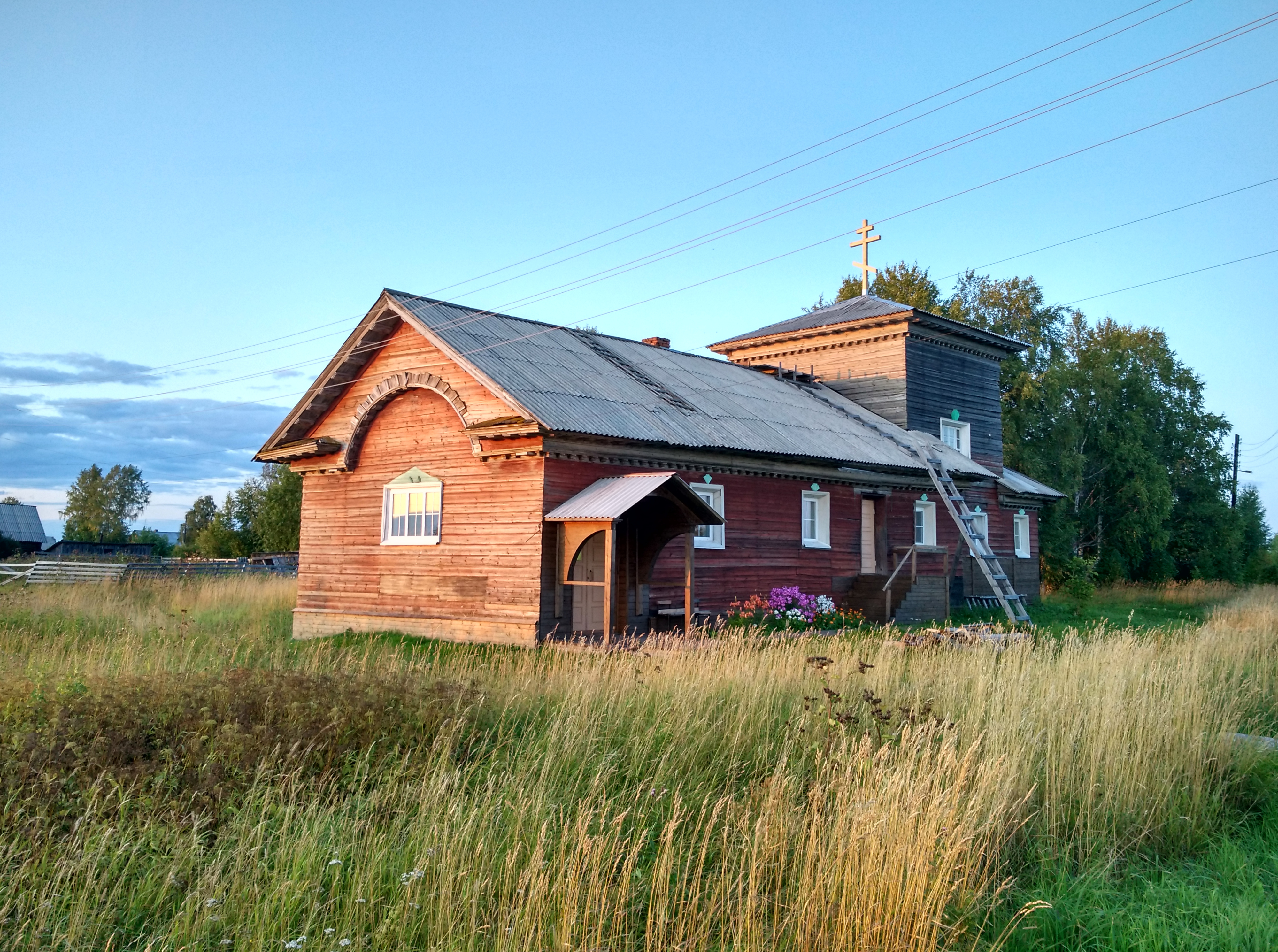
Église de l'Archange Michel.
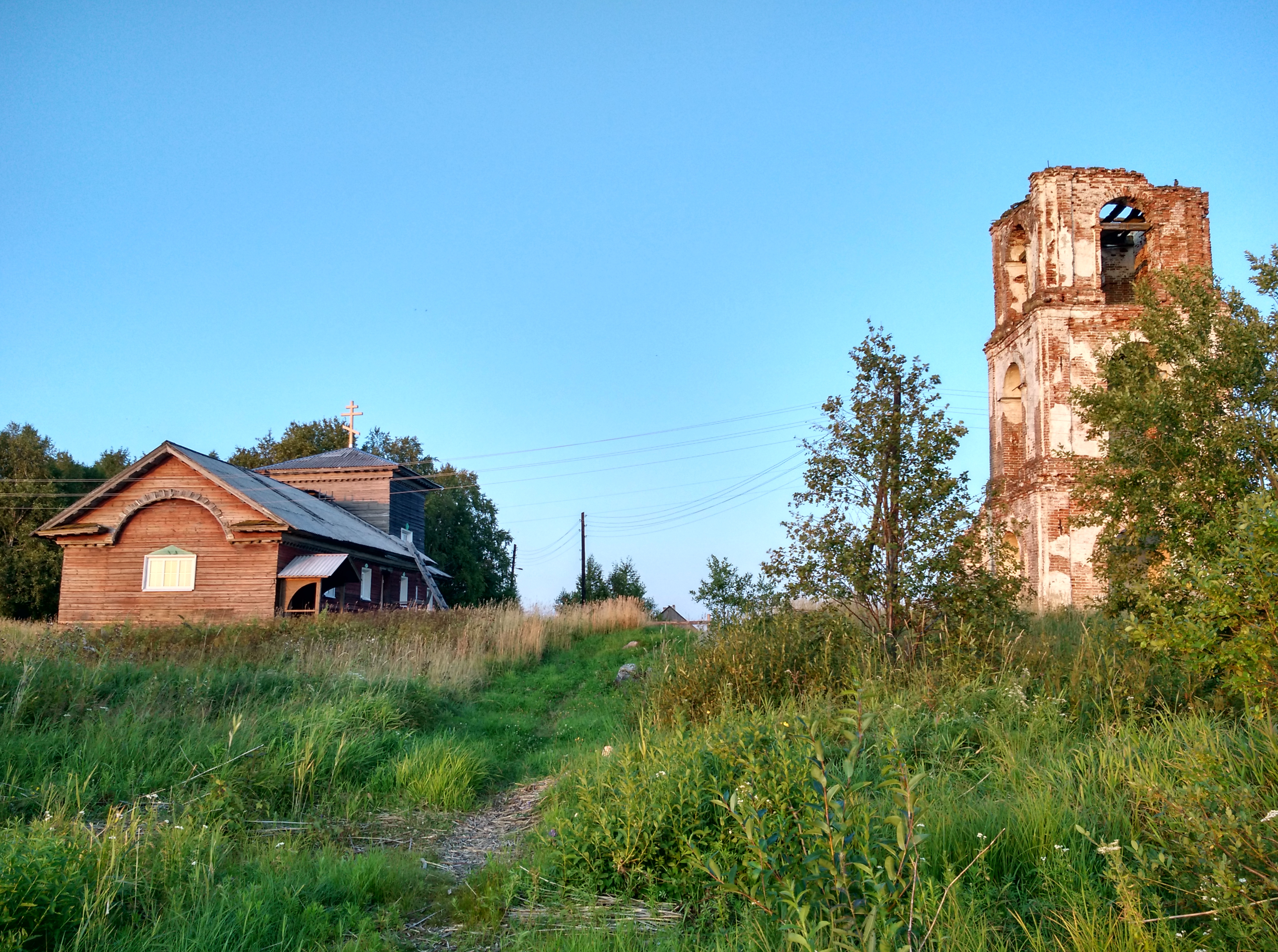
Les deux édifices religieux du village.
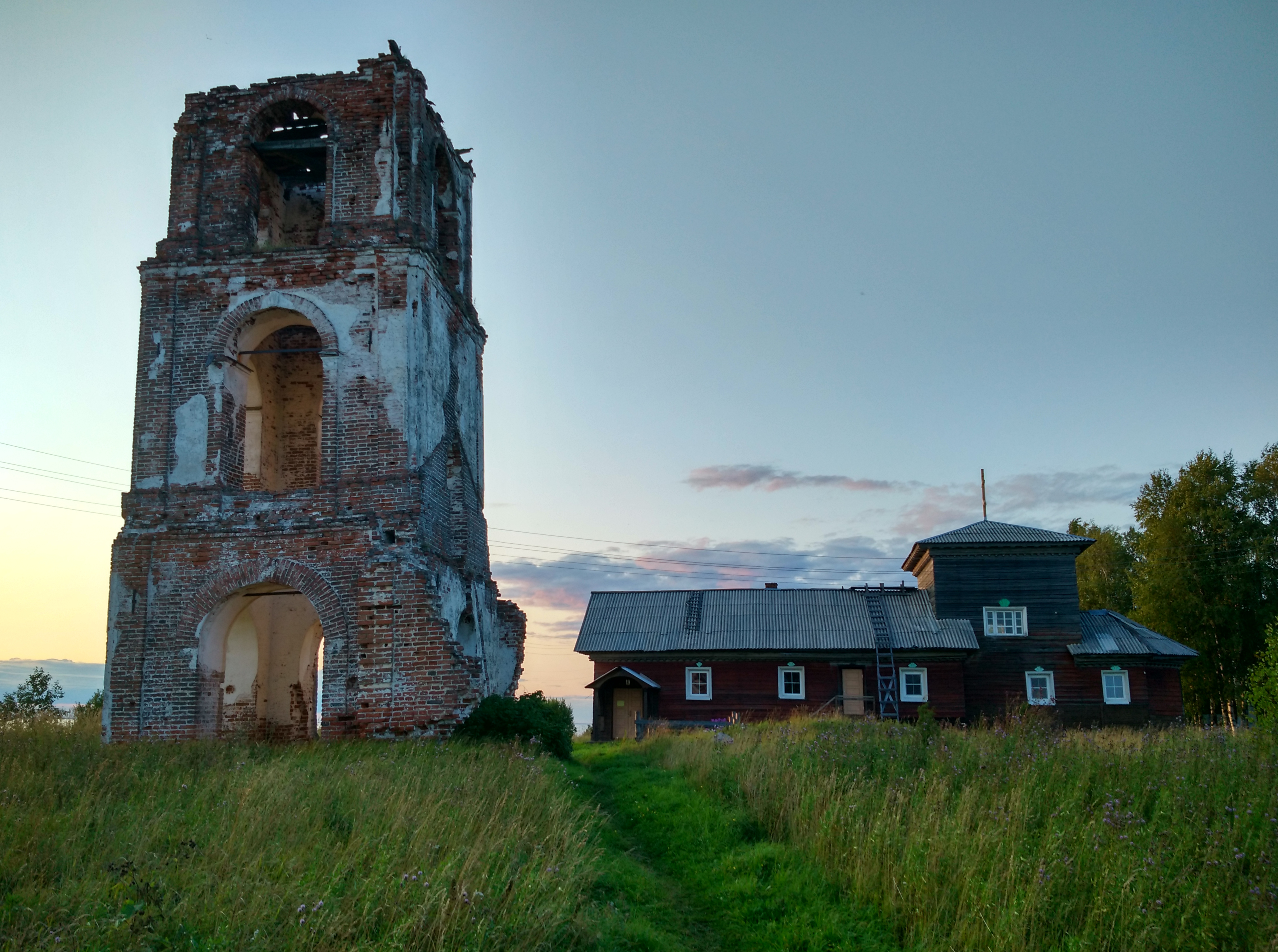
Autre vue des édifices.